# Maria Staafgård
Sara Maria Staafgård, född 8 juni 1969 i Karlstad, är en svensk före detta friidrottare (sprinter). Hon tävlade för klubben Malmö AI. 
Hon utsågs år 1995 till Stor Grabb/tjej nummer 420.

## Personliga rekord
| Utomhus - 100 meter - 11,69 (Umeå 14 augusti 1992) - 100 meter – 11,94 (Stockholm 5 juli 1993) - 200 meter - 23,68 (Kvarnsveden, Borlänge 25 juli 1993) - 200 meter – 24,02 (Stockholm 12 juli 1994) - 400 meter - 54,66 (Sundsvall 19 juli 1997) | Inomhus - 200 meter – 23,47 (Paris, Frankrike 12 mars 1994) |

### Fotnoter
1. 1 2 3 4  Wiger 2006, s. 181.
2. 1 2 3 4 5 6  Wiger 2006, s. 184.
3. ↑  Wiger 2006, s. 187.
4. 1 2 3 4  Wiger 2006, s. 245.
5. 1 2 3  Wiger 2006, s. 246.
6. ↑  Wiger 2006, s. 250.
7. 1 2 3 4 5  Wiger 2006, s. 251.
8. ↑  Sveriges befolkning 1990, CD-ROM, Version 1.00, Riksarkivet (2011)
9. 1 2 3 4  ”Personsida på AllAthletics”. all-athletics.com. Arkiverad från originalet den 22 december 2016. https://web.archive.org/web/20161222000144/http://www.all-athletics.com/node/148841. Läst 21 december 2016.
10. ↑  ”Stora grabbars märke”. friidrott.se. Arkiverad från originalet den 31 mars 2016. https://web.archive.org/web/20160331202525/http://www.friidrott.se/historik/storagrabbar.aspx. Läst 21 december 2016.
11. ↑  ”Stora Grabbar personpresentation”. storagrabbar.se. http://www.storagrabbar.se/grabbar_9.html. Läst 21 december 2016.
12. ↑  Johansson, Bengt. ”Swedish All Time Best, Women 100 M”. Swedish Athletic Page. Arkiverad från originalet den 20 augusti 2014. https://web.archive.org/web/20140820090601/http://home.swipnet.se/~w-92028/women-100m.htm. Läst 21 december 2012.
13. 1 2  ”Personsida hos IAAF”. iaaf.org. https://www.iaaf.org/athletes/sweden/maria-staafgard-68435. Läst 21 december 2016.
14. ↑  Johansson, Bengt. ”Swedish All Time Best, Women 200 M”. Swedish Athletic Page. Arkiverad från originalet den 31 december 2011. https://web.archive.org/web/20111231005806/http://home.swipnet.se/~w-92028/women-200m.htm. Läst 21 december 2012.
15. ↑  Johansson, Bengt. ”Swedish All Time Best, Women 400 M”. Swedish Athletic Page. Arkiverad från originalet den 20 augusti 2014. https://web.archive.org/web/20140820090602/http://home.swipnet.se/~w-92028/women-400m.htm. Läst 21 december 2012.